# 横手市立大森小学校
横手市立大森小学校（よこてしりつ おおもりしょうがっこう）は、秋田県横手市大森町にある公立小学校。

## 概要
現行の大森小学校（3代目）は、大森小学校（2代目）・白山小学校・川西小学校の3校統合によって2009年（平成21年）に開校した学校である。この3校統合が行われる以前にも、2007年（平成19年）に大森小学校・保呂羽小学校で統合しており、現在は旧大森町域の全域を通学区域とする地域唯一の小学校となっている。
現行の校舎は1989年（平成元年）に竣工したもので、2009年の3校統合の際には教室棟、体育館の増改築を行っている。

## 沿革

### 略歴
大森小学校の起源となるのは、1874年7月10日に大慈寺の庫裏にて開校した「大森学校」である。1888年には独立校舎が完成、1990年には現在地に校舎が移転した。その後も校舎の増築などを重ね、1966年には先代のものとなる校舎が竣工。1989年には現行の校舎が竣工している。
校名の遷移については、1890年に小学校令公布により「大森尋常小学校」へ、1941年には国民学校令により「大森国民学校」となるが、終戦後に小学校へと戻った。2005年には大森町を含む平鹿郡の各町村と横手市が合併し、「横手市立」を冠するようになった。

### 年表
以下、注釈の無い項目は『大森町郷土史（1981年）』の情報によるもの。1982年以降は学校の公式サイトによるもの。
- 1874年7月10日 - 「大森学校」として開校。
- 1888年6月28日：校舎を新築。
- 1890年 - 第一次学校令により「大森尋常小学校」と改称。
- 1909年12月10日 - 校舎を新築移転。
- 1916年3月24日 - 町立実業補習学校を附設。
- 1926年6月 - 町立青年訓練所を附設。
- 1931年4月 - 校舎を増改築。1936年には第二次増改築工事が竣工。
- 1941年4月1日 - 国民学校令により「大森国民学校」と改称。
- 1947年4月1日 - 学校教育法（現行法）により「大森町立大森小学校」と改称。大森中学校を附設。
- 1966年12月15日 - 校舎を新築。
- 1972年7月13日 - プール竣工。
- 1974年7月13日 - 創立100周年記念式挙行。
- 1977年12月10日 - 体育館竣工。
- 1984年6月10日 - グラウンド竣工。
- 1989年1月10日 - 校舎を新築、現行の校舎へ。
- 1994年11月20日 - 創立120周年記念式挙行、新グラウンド竣工。
- 2005年10月1日 - 市町村合併により「横手市立大森小学校」となる。
- 2007年4月1日 - 大森小・保呂羽小が統合し、新生「横手市立大森小学校（2代目）」として開校。
- 2009年
  - 3月 - 校舎、体育館の増改築工事を行う。
  - 4月1日 - 大森小（2代目）・白山小・川西小が統合し、新生「横手市立大森小学校（3代目）」として開校
  - 4月6日 - 開校式挙行。
  - 5月16日 - 最初の運動会開催。

## 校歌
- 作詞：紅川草一
- 作曲：小野崎孝輔

歌詞などは学校の公式サイトを参照。

## 通学区域
- 大森町、大森町板井田、大森町上溝、大森町坂部、大森町猿田、大森町十日町、大森町袴形、大森町八沢木の全域[9]

## 進学先中学校
- 横手市立横手明峰中学校 - 主な進学先[10]

## 周辺
- 秋田県道29号横手大森大内線
- 秋田県道36号大曲大森羽後線
- 大森郵便局
- 大森公園
- 羽後交通 横荘線 羽後大森駅跡

## アクセス
自動車
E46 秋田自動車道 横手北SICから車で約12分。